# Домашний чемпионат Великобритании 1961/1962
Домашний чемпионат Великобритании 1961/62 (англ. 1961–62 British Home Championship), также известный в Великобритании как Домашний международный чемпионат 1961/62 (англ. 1961–62 Home International Championship) — шестьдесят седьмой розыгрыш Домашнего чемпионата, футбольного турнира с участием сборных четырёх стран Великобритании (Англии, Шотландии, Уэльса и Северной Ирландии). Победу в турнире одержала сборная Шотландии.
Турнир предшествовал предстоящему чемпионату мира в Чили, на который из всех «домашних наций» квалифицировалась только сборная Англии.
Домашний чемпионат начался 7 октября 1961 года с разгромной победы сборной Шотландии над сборной Северной Ирландии на выезде со счётом 6:1. Неделю спустя в Кардиффе Уэльс и Англия сыграли вничью (1:1). 8 ноября Шотландия в Глазго обыграла Уэльс (2:0). 22 ноября Англия в Лондоне не смогла обыграть Северную Ирландию (матч завершился вничью со счётом 1:1). 11 апреля 1962 года валлийцы в Кардиффе разгромили североирландцев со счётом 4:0 (все четыре гола забил Мел Чарльз), а три дня спустя шотландцы в Глазго обыграли англичан (2:0) и гарантировали себе победу в турнире.

## Турнирная таблица
| Поз | Команда           | И | В | Н | П | МЗ | МП | РМ | О |
| --- | ----------------- | - | - | - | - | -- | -- | -- | - |
| 1   | Шотландия (Ч)     | 3 | 3 | 0 | 0 | 10 | 1  | +9 | 6 |
| 2   | Уэльс             | 3 | 1 | 1 | 1 | 5  | 3  | +2 | 3 |
| 3   | Англия            | 3 | 0 | 2 | 1 | 2  | 4  | −2 | 2 |
| 4   | Северная Ирландия | 3 | 0 | 1 | 2 | 2  | 11 | −9 | 1 |

## Результаты матчей
| Северная Ирландия | 1:6     | Шотландия                                        |
| ----------------- | ------- | ------------------------------------------------ |
| Маклохлин 17′     | (отчёт) | - Уилсон 14′ - Скотт 34′ 53′ 79′ - Бранд 38′ 69′ |

| Уэльс       | 1:1     | Англия     |
| ----------- | ------- | ---------- |
| Уильямс 30′ | (отчёт) | Дуглас 44′ |

| Шотландия         | 2:0     | Уэльс |
| ----------------- | ------- | ----- |
| Сент-Джон 22′ 50′ | (отчёт) |       |

| Англия       | 1:1     | Северная Ирландия   |
| ------------ | ------- | ------------------- |
| Чарльтон 20′ | (отчёт) | Джимми Макилрой 81′ |

| Уэльс                  | 4:0     | Северная Ирландия |
| ---------------------- | ------- | ----------------- |
| Чарльз 15′ 35′ 60′ 65′ | (отчёт) |                   |

| Шотландия                        | 2:0                  | Англия |
| -------------------------------- | -------------------- | ------ |
| - Уилсон 13′ - Колдоу 88′ (пен.) | (отчёт) (видеоотчёт) |        |

## Победитель
| Победитель Домашнего чемпионата 1961/62 |
| Шотландия Тридцать третий титул         |

## Бомбардиры
- 4 гола
  -  Мел Чарльз

- 3 гола
  -  Алекс Скотт

- 2 гола
  -  Ральф Бранд
  -  Иан Сент-Джон
  -  Дейви Уилсон